# Torre da Chã

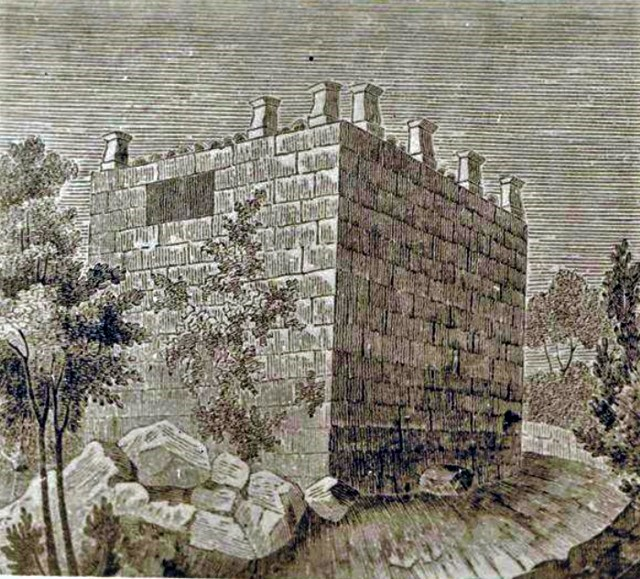
Torre de Chã conforme aparece na revista "o Panorama" de 1843

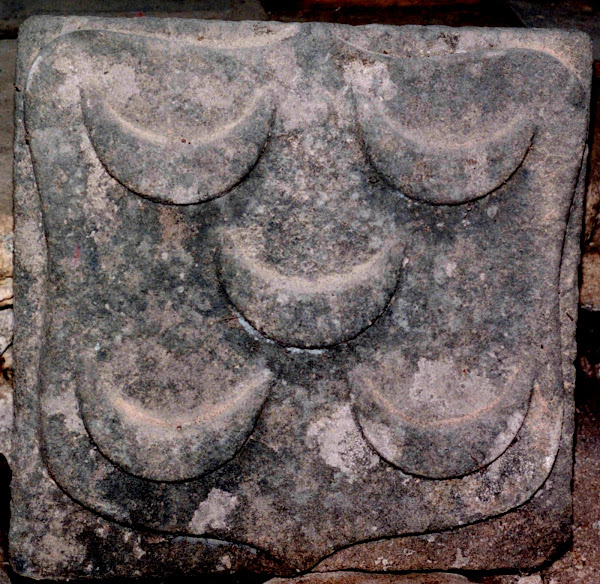
Pedra de Armas dos Pinto, originalmente patente na Torre de Chã

A Torre de Chã, antigo solar medieval da linhagem Pinto, antigamente designada de Torre de Cham, ou Torre de Chão (erradamente promovida a “castelo”, no séc. XIX), situada sobre um chão rochoso que deu lugar ao lugar de Chã, em Ferreiros de Tendais (Cinfães), junto do rio Bestança . Esta casa-torre fazia parte de uma quinta e esteve na posse da família Pinto, desde os finais do séc. XIII. Saída da posse da família nos finais do séc. XIX, foi vendida a um “brasileiro”, sendo demolida em 1939, restando hoje apenas a casa anexa e a pequenina capela da Casa. A pedra de armas dos Pintos que estava sobre o portal da cerca foi levada para a Casa da Cêpa em Funduais, onde se encontra depositada.

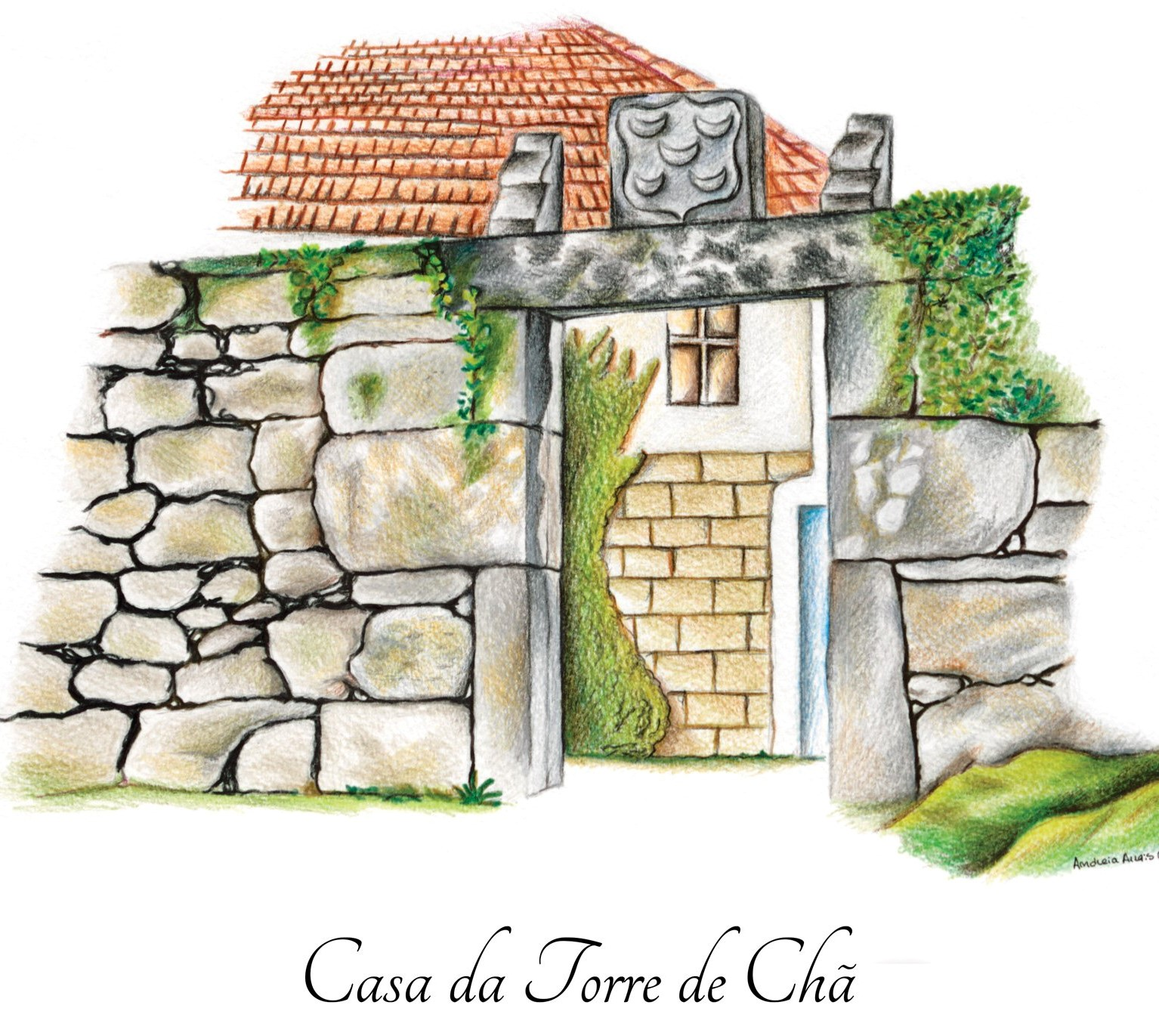
Reconstituição da casa da Torre de Chã

O artigo “O castello de Cham”, do clérigo Joaquim de Santa Clara Sousa Pinto, descreve com algum romantismo o enquadramento geográfico e como se encontrava na altura este nobre edifício:
“Na margem direita deste regato (rio Bestança), a uma légua abaixo da sua origem, está colocado o castello ou torre de Cham, em sitio tão agreste e escabroso que mais parece destinado para covil de feras do que para habitação de homens (…) Edificado no meio da collina da margem direita do Bestança, tem por base uma rocha, é quasi quadrado, e terá de comprimento por cada lado vinte palmos pouco mais ou menos, e ainda conserva sete ameias nos dois lados do poente, que a estampa appresenta: a janella, que na mesma se vê, é obra moderna, e na parte interior, ao norte, tem uma porta em forma d` arco que comunica com uma escada estreita e em caracol, a qual dava sahida por outra porta, ao nascente, do mesmo formato que a primeira, e sobre esta, e pela parte exterio, há uma inscrição que por gasta já não é possivel lêr-se: toda a casa que ora existe contigua ao castello é de construção mais moderna, e na extremidade della, opposta ao castello, há uma capella (…) Por cima da porta desta capella estavam há poucos annos as armas da casa, de que hoje só existe a pedra com cinco crescentes, e que está fazendo parte d`uma pequena parede!! Todo este edifício é dominado no nascente pelo monte denominado Matta da Seara, no poente e na margem esquerda do Bestança pelo monte dos Faiões, ao sul pelo monte Soutello, e ao norte pela chamada Matta d`Arruinha. Foi este pobre e mesquinho aposento o berço e solar da família dos Pintos, que o conde D. Pedro no seu Nobiliario, denomina de Riba-Bestança” (…) Mas não é por tal aposento que devemos julgar da grandeza e consideração daquela família, porque a singeleza e sobriedade de nossos maiores desconhecia o luxo das cidades e palacios; e obrigados a defenderem-se a cada momento de repetidas correrias e incursões de inimigos, preferiam os escabrosos acantilados sêrros aos campos abertos e planos, antepondo assim a segurança, que é a primeira necessidade da natureza aos regalos e mimos, que são moleza e ociosidade.” 
Na sua obra de 1873, Pinho Leal , "Portugal Antigo e Moderno", refere o seguinte:
“segundo o tal manuscrito, a origem do Castello da Chan, a que deu o nome a chan ou plató em que está edificado. Foi depois este castelo o solar dos Pintos, da Torre da Chan, que construíram junto ao castelo as suas casas de habitação”. Acrescenta ainda que “O castelo está quase desmantelado, porém a torre ainda está muito bem conservada e para resistir muitos anos ao rigor do tempo. É toda de cantaria, com ameias; está coberta de telhado e é habitada. Ainda n`este torre se conserva um morrião ou capacete, de cobre, uma couraça de tiras tecidas, de couro cru, e uma espingarda sem feixos e de accender com morrão, muito comprida e mais pesada do que três das actuaes ”.
Humberto Beça, in “Castelos da Beira”, refere que em 1922 ainda existe bem conservada e ameada. 

Leite de Vasconcelos também fala da “Torre da Cham, no concelho de Cinfães, solar dos Pintos de Riba Bestança”